# Ai Kondo Yoshida
Ai Kondo Yoshida –nacida como Ai Kondo, en japonés, 吉田 愛, Kondo Ai– (Hachioji, 5 de noviembre de 1980) es una deportista japonesa que compite en vela y que ha sido campeona del mundo femenina en las clases 470 y Snipe. Está casada con el regatista Yugo Yoshida.
En la clase 470 ganó tres medallas en el Campeonato Mundial de 470 entre los años 2006 y 2019, y participó en cuatro Juegos Olímpicos de Verano (Pekín 2008, Londres 2012, Río de Janeiro 2016 y Tokio 2020).
En la clase Snipe compitió en su etapa universitaria, y en 2025 ganó el campeonato del mundo femenino de la clase.

## Palmarés internacional
| \| Campeonato Mundial \| Campeonato Mundial \| Campeonato Mundial \| Campeonato Mundial \| \| Año \| Lugar \| Medalla \| \| \| ------------------ \| ------------------ \| ------------------ \| ------------------ \| \| 2006 \| Rizhao (China) \| Medalla de plata \| \| \| 2018 \| Aarhus (Dinamarca) \| Medalla de oro \| \| \| 2019 \| Enoshima (Japón) \| Medalla de plata \| \| |                    |                  |
| Campeonato Mundial |                    |                  |
| Año | Lugar              | Medalla          |
| 2006 | Rizhao (China)     | Medalla de plata |
| 2018 | Aarhus (Dinamarca) | Medalla de oro   |
| 2019 | Enoshima (Japón)   | Medalla de plata |

| \| Campeonato Mundial \| Campeonato Mundial \| Campeonato Mundial \| Campeonato Mundial \| \| Año \| Lugar \| Medalla \| \| \| ------------------ \| ------------------ \| ------------------ \| ------------------ \| \| 2025 \| Enoshima (Japón) \| Medalla de oro \| \| |                  |                |
| Campeonato Mundial |                  |                |
| Año | Lugar            | Medalla        |
| 2025 | Enoshima (Japón) | Medalla de oro |